# نميرية

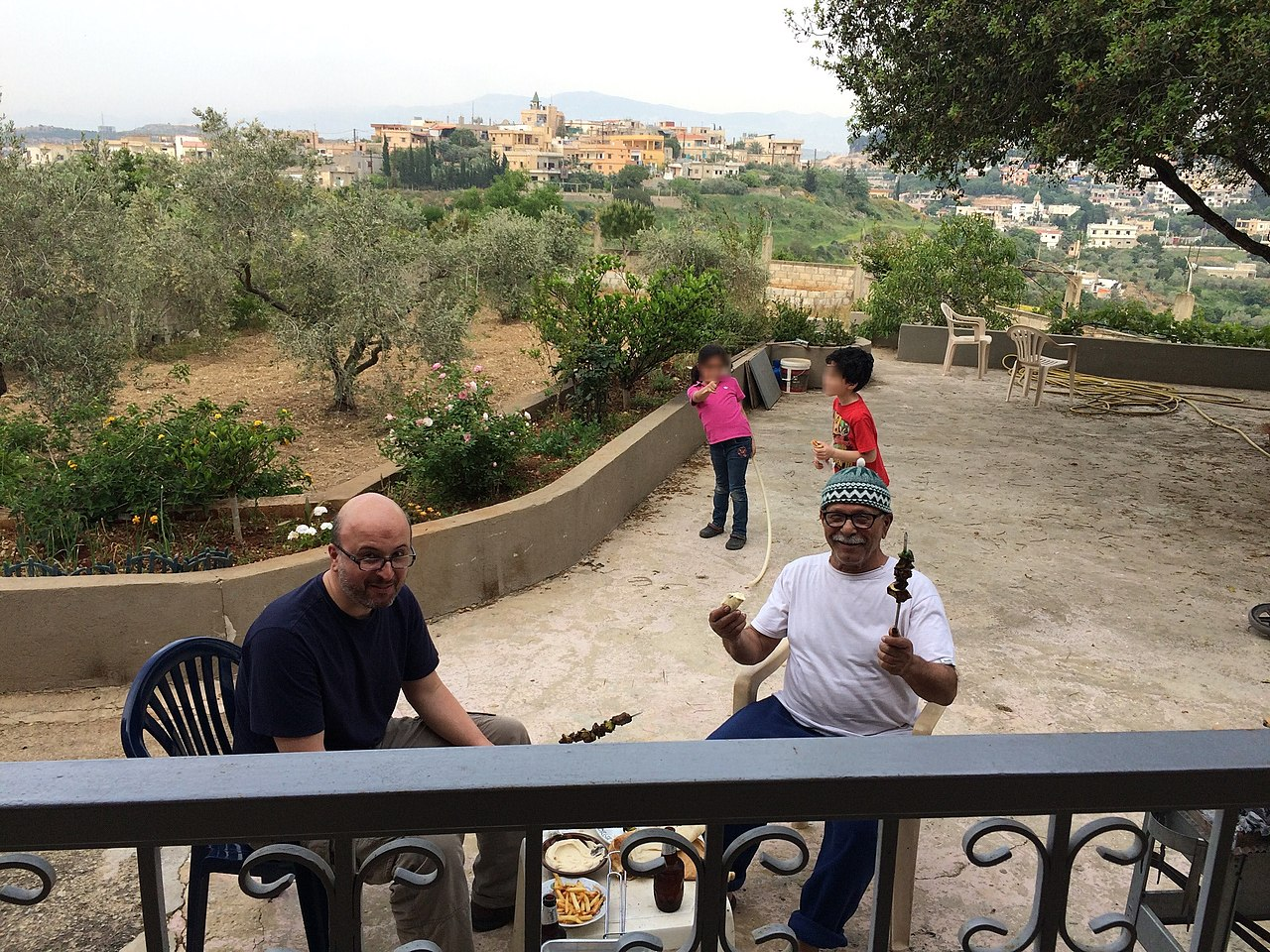
أب وابن وأحفاد في قرية النميرية.

النميرية هي إحدى القرى اللبنانية من قرى قضاء النبطية في محافظة النبطية.

## الموقع
تقع بلدة النميرية اليوم في قضاء النبطية جنوب لبنان، وهي تبعد نحو 65 كلم عن العاصمة اللبنانية بيروت ونحو 12 كلم عن مركز القضاء النبطية.
تعتبر النميرية البلدة الأولى للمدخل الغربي لمحافظة النبطية من جهة صيدا

## في التاريخ
كانت البلدة تتبع لإقليم الشقيف الذي حكمه ال صعب وهم من مشايخ جبل عامل الذين حكموا في القرن الثامن عشر ويدل على حكم ال صعب للنميرية لوحة على باب المسجد تذكر ال صعب وبناءهم للمسجد القديم للبلدة.

## الزراعة
تشتهر البلدة بزراعة القمح والحبوب، وكذلك بانتشار اشجار الزيتون والازدراخت والغار والأفوكادو.

## الجغرافيا
ترتفع عن سطح البحر ما بين 350 إلى 400 متر. تبلغ مساحة النميرية حوالي 7000 دونم، منها (500 دونم للدولة، و 100 دونم وقف). يحد النميرية من الجنوب بلدة الشرقية، من الشمال بلدة زفتا، من الغرب بلدة كوثرية السياد، ومن الشرق بلدتي الكفور ودير الزهراني
على امتداد أربعة من الجبال وسلسلة من الهضاب المتصلة تنتشر منازل يناهز عددها الستمائة، شمخت بهم قريتنا، موزعين على الشكل التالي
- الجبل الأول: وهو يعتبر البلدة القديمة وفيها ساحة البلدة والمسجد الكبير ودار البلدية والحسينية.
- الجبل الثاني: ويسمى العريض، وعلى سفحه بني أول خزان عام للمياه في القرية حاووز
- الجبل الثالث: وهو معروف باسم جبل الغبرا، وقد شيد فيه حديثاً خزان ماء عام جديد «حاووز» لتوزيع المياه على البلدة
- الجبل الرابع: ويعرف بجبل الروس، حيث يمتد شرقاً ليلتقي مع وعر النميرية المليء بحرج من أشجار السنديان.

## التاريخ العلمي
في مطلع عام 1794م (1171ه) أنشأت أول مدرسة دينية(مصدر:كتاب جبل عامل في قرن لحيدر رضا الركيني)، على يد السيد علي إبراهيم لتحاكي مثيلاتها في الفقه والعلم والورع في لبنان وغيره على مدى مئتين وعشر سنة تقريباً حتى عام (1828م – 1205ه) حيث جددها نجله العلامة حسن آل إبراهيم لتكون محطة للعاملين لا سيما أبناء القرى المجاورة ينهلوا من علومها الدينية وينتشروا للتليغ.

## وصلات خارجية
لمزيد من الإطلاع على أحوال هذه البلدة اللبنانية مراجعة
موقع بلدة النميرية